# Aleksandra Kuleszowa
Aleksandra Kuleszowa (ur. 6 kwietnia 1990) – rosyjska pięściarka, mistrzyni świata amatorek. 

## Kariera sportowa
Występuje w kategorii do 54 kg. Zdobywczyni złotego medalu mistrzostw świata w 2012 roku w Qinhuangdao i brązowego w 2008 roku w Ningbo.